# Museo Venus de Valdivia
El Museo Venus de Valdivia se encuentra ubicada en la Provincia de Santa Elena en la comuna Valdivia a tres horas de la ciudad de Guayaquil, es parte de la Ruta del Spondylus declarado Patrimonio Cultural de Interés Científico y Arqueológico del Ecuador el 16 de julio de 1997.Obtiene su nombre de las figurillas "Venus" de la cultura Valdivia. 
El museo está a 40 minutos de la capital de la provincia Santa Elena, Destacan sus numerosas piezas de culturas como la Valdivia, Chorrera, Manteña, Guangala y Huancavilca, las osamentas de indígenas de origen asiático y oriental que datan de hace 4.000 años A.C. muy bien mantenidas en urnas de cristal.

## Historia
En 1821 los comuneros empezaron a descubrir restos arqueológicos al construir sus viviendas. Tiempo después, entre 1956 y 1957, el arqueólogo Víctor Emilio Estrada, junto con un equipo de trabajo conformado por comuneros y profesionales extranjeros, documentaron la existencia de la cultura Valdivia, desconocida hasta entonces, tras estudiar más de 25.000 fragmentos cerámicos que encontraron en la zona.
El museo fue construido por DITURIS (Dirección nacional de turismo) ahora ministerio de turismo en el año 1978, siendo abierto al público en el año 1985, debajo de lo que hoy es este sitio se encuentra oculto lo que fuera el primer sitio de la cultura Valdivia excavado científicamente. El inventario de las piezas y objetos del museo fue realizado por el comunero Juan Orrala, artesano y guía del museo en ese tiempo, en conjunto con delegados españoles enviados por parte del gobierno nacional para que inventariar todas las piezas que resguarda el sitio, este proceso se efectuó entre los años 2013-2014, del cual se manifiesta que se encontraron más fragmentos que piezas completas, teniendo un total de 950 piezas inventariadas registradas en el Ministerio de Cultura y Patrimonio en la ciudad de Quito.